# Дуб Куличків
Дуб Кули́чків — ботанічна пам'ятка природи місцевого значення в Україні. Об'єкт природно-заповідного фонду Львівської області. 
Розташована в межах Шептицького району Львівської області, в селі Куличків. 
Статус надано згідно з рішенням Львівської обласної ради від 14.07.2011 року, № 206. Перебуває у віданні Великомостівської міської ради. 
Статус надано з метою збереження одного екземпляра вікового дуба. 